# Ranoidea barringtonensis
Ranoidea barringtonensis – gatunek płaza bezogonowego z podrodziny Pelodryadinae w rodzinie rzekotkowatych (Hylidae). 
Płaz ten występuje na wschodnim wybrzeżu Australii – w północnej i środkowej części wybrzeża stanu Nowa Południowa Walia.